# Melanetettix aculeus
Melanetettix aculeus är en insektsart som beskrevs av Knight och Fletcher 2007. Melanetettix aculeus ingår i släktet Melanetettix och familjen dvärgstritar. Inga underarter finns listade i Catalogue of Life.